# NGC 1080
NGC 1080 je galaksija u zviježđu Kit.

## Vanjske poveznice
- SEDS: NGC 1080